# Las Guareñas

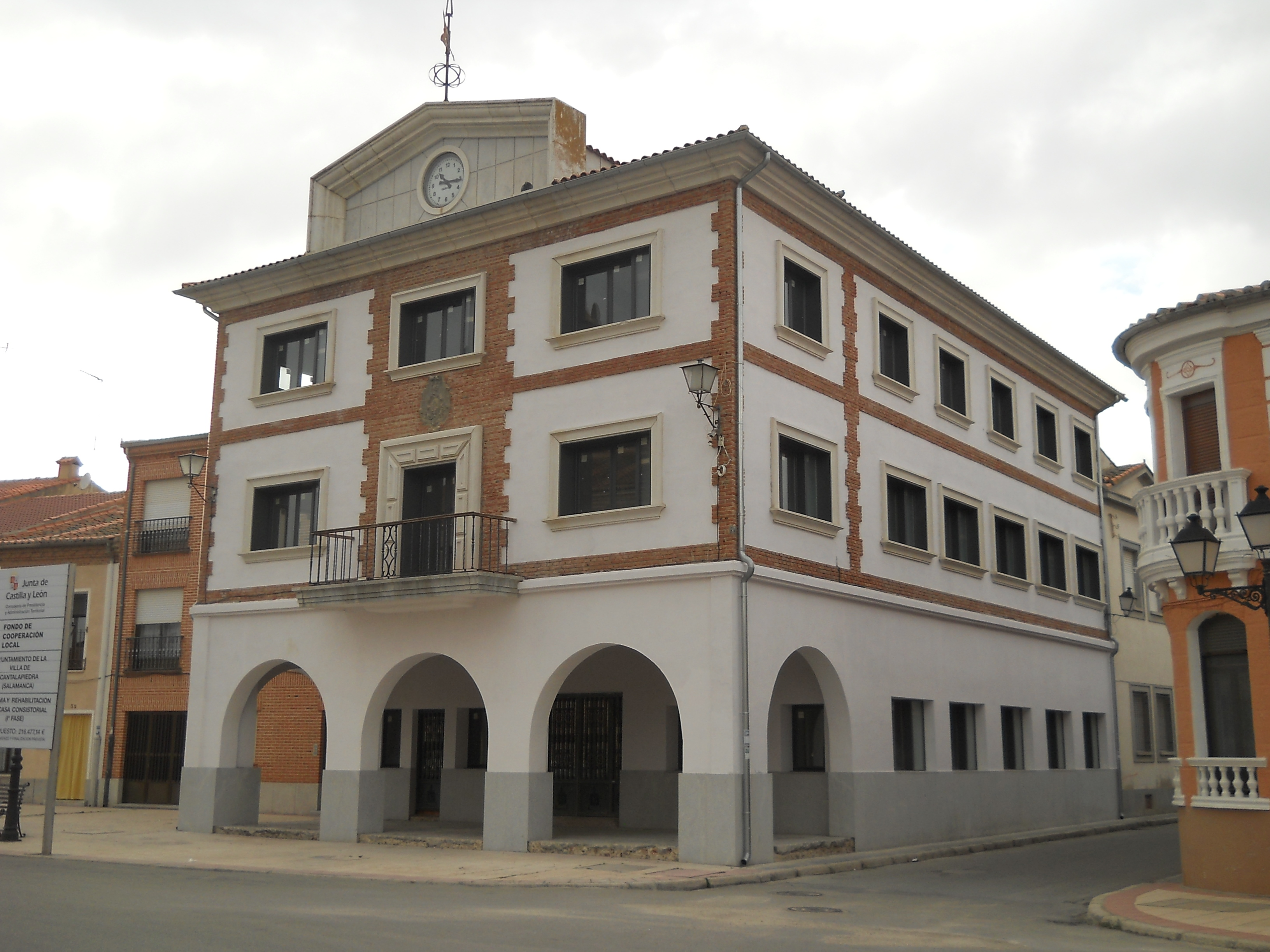
Ayuntamiento de Cantalapiedra

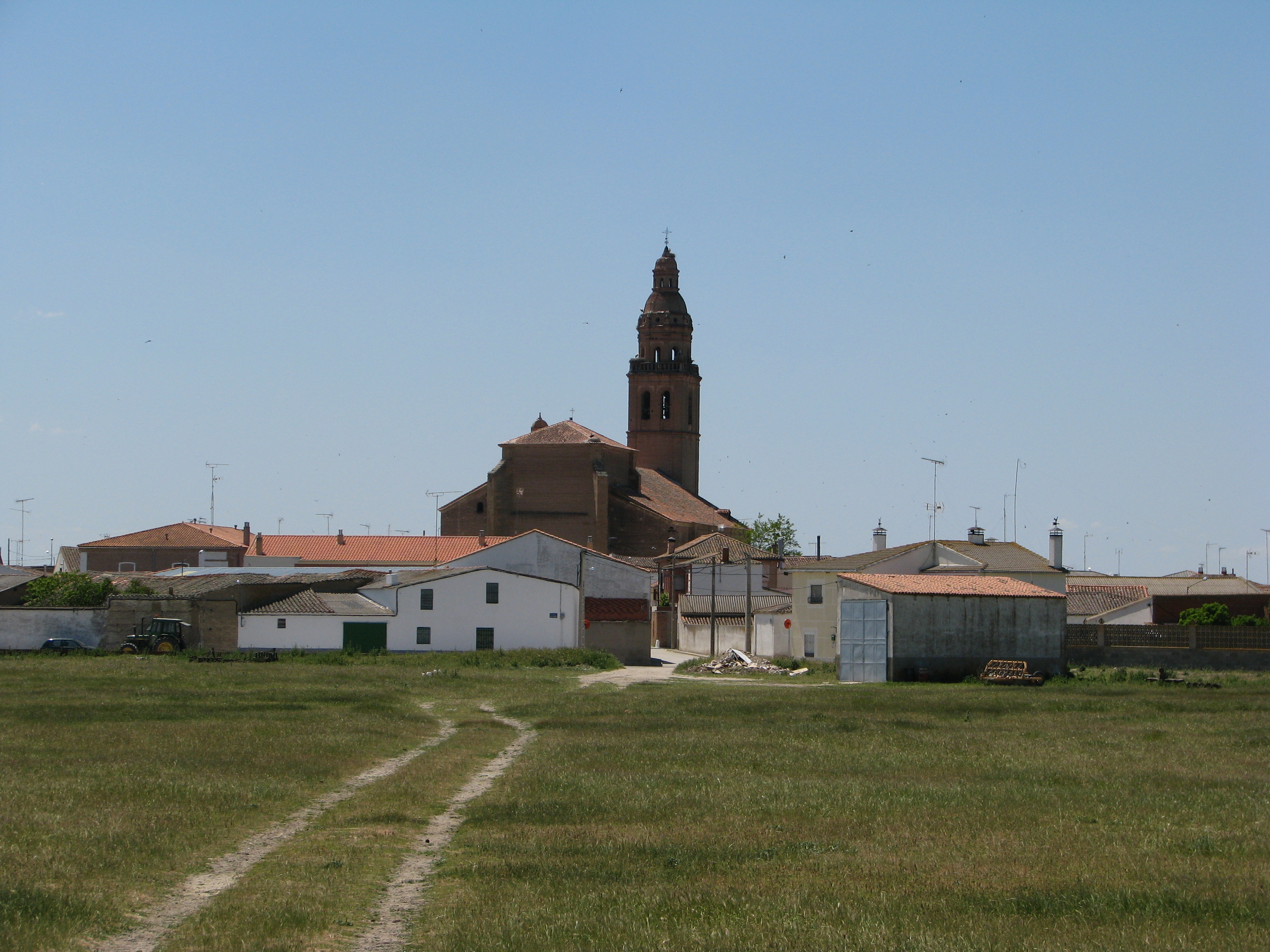
Igreja de Palaciosrubios

Las Guareñas, também conhecida como Tierra de Cantalapiedra, é uma comarca histórica que se situa na comarca de Tierra de Peñaranda, na província de Salamanca, comunidade autónomade Castela e Leão, Espanha. 
Os seus limites não se correspondem com uma divisão administrativa, mas como uma demarcação histórico-tradicional.
Compreende 6 municípios: Cantalapiedra, Cantalpino, Palaciosrubios, Poveda de las Cintas, Tarazona de Guareña e Villaflores.